# Julia und ihre Liebhaber
Julia und ihre Liebhaber (Tune in Tomorrow…) ist eine US-amerikanische Filmkomödie von Jon Amiel aus dem Jahr 1990. William Boyd schrieb das Drehbuch anhand des Romans Tante Julia und der Kunstschreiber von Mario Vargas Llosa.

## Handlung
New Orleans im Jahr 1951: Der 21 Jahre alte, also gerade erst volljährige, Martin Loader bekommt einen Job bei dem Radiosender WXBU. Er verliebt sich in seine Tante Julia, die mit 37 Jahren deutlich älter als er ist, und nach ihrer zweiten Scheidung aus New York City zurückgekehrt ist.
Loaders Kollege Pedro Carmichael, der für den Sender als Drehbuchautor arbeitet, erfährt von der Liebesbeziehung. Er nutzt die mitbekommenen Details in seinen Drehbüchern einer täglich ausgestrahlten Seifenoper. Die Familie erfährt über die Affäre, Julia findet einen anderen Liebhaber.

## Kritiken
„Ein in fotografischer Poesie angefertigtes Zeit- und Menschenbild, das in Vermischung von Humor, Ironie, Charme und Psychologie die gegenseitige Durchdringung von Sein und Schein aufzeigt. Auch in der virtuosen Darstellung der Fragwürdigkeit von Wiedergabe des Lebens durch Trivialkunst erreicht der schauspielerisch hervorragende Film eine bemerkenswerte Verbindung von Vergnügen und Nachdenklichkeit. - Sehenswert.“

„Jon Amiel drehte nach der wunderbaren Literaturvorlage von Mario Vargas Llosa eine überaus originelle Komödie, die gleichzeitig eine Hommage an die 50er Jahre und speziell an den Einfallsreichtum damaliger Radiomacher ist. Dank des Charmes, der guten Darsteller - allen voran Peter Falk als verschrobener Carmichael -, der pointierten Dialoge und der guten Musik von Jazz-Trompeter Wynton Marsalis ist dies beste Unterhaltung für Nostalgie-Fans.“

## Auszeichnungen
Jon Amiel gewann im Jahr 1990 den Publikumspreis und den Kritikerpreis des Deauville Film Festivals.

## Hintergrund
Der Film wurde in New Orleans und in Wilmington (North Carolina) gedreht. Er hatte seine Weltpremiere am 15. September 1990 auf dem Toronto International Film Festival. Der Film spielte in den Kinos der USA ca. 1,8 Millionen US-Dollar ein.